# Heterophasma
Heterophasma is een geslacht van Phasmatodea uit de familie Phasmatidae. De wetenschappelijke naam van dit geslacht is voor het eerst geldig gepubliceerd in 1908 door Redtenbacher.

## Soorten
Het geslacht Heterophasma omvat de volgende soorten:
- Heterophasma gaudichaudi Redtenbacher, 1908
- Heterophasma multispinosum Cliquennois & Brock, 2004